# Albi d'oro del Pride Fighting Championships
La seguente è una lista dei vincitori delle cinture e dei tornei del Pride Fighting Championships e le difese del titolo:

## Campioni del Pride

### World Heavyweight Championship
sopra i 93 kg (205 libbre)
| N.: | Nome:                                                                           | Data:                                       | Luogo:             | Difese: |
| --- | ------------------------------------------------------------------------------- | ------------------------------------------- | ------------------ | --- |
| 1   | Antônio Rodrigo Nogueira (sconfisse Heath Herring)                              | 3 novembre 2001 (Pride 17)                  | Tokyo, Giappone    | |
| 2   | Fedor Emelianenko                                                               | 16 marzo 2003 (Pride 25)                    | Yokohama, Giappone | |
| -   | Antônio Rodrigo Nogueira (sconfisse Mirko Filipović per il titolo ad interim)   | 9 novembre 2003 (Pride Final Conflict 2003) | Tokyo, Giappone    | |
| 2   | Fedor Emelianenko (sconfisse Antônio Rodrigo Nogueira per il titolo indiscusso) | 31 dicembre 2004 (Pride Shockwave 2004)     | Saitama, Giappone  | - sconfisse Mirko Filipović il 28 agosto 2005 in Saitama, Giappone (Pride Final Conflict 2005) - sconfisse Mark Hunt il 31 dicembre 2006 a Saitama, Giappone (Pride Shockwave 2006) |

### World Middleweight Championship
Sotto i 93 kg (205 lbs) 
| N.: | Nome:                                        | Data:                       | Luogo:                  | Difese: |
| --- | -------------------------------------------- | --------------------------- | ----------------------- | --- |
| 1 | Wanderlei Silva (sconfisse Kazushi Sakuraba) | 3 novembre 2001 (Pride 17)  | Tokyo, Giappone         | - def. Kiyoshi Tamura il 24 febbraio 2002 in Saitama, Giappone (Pride 19) - def. Hiromitsu Kanehara il 24 novembre 2002 in Tokyo, Giappone (Pride 23) - def. Quinton Jackson il 31 ottobre 2004 in Saitama, Giappone (Pride 28) - def. Ricardo Arona il 31 dicembre 2005 in Saitama, Giappone (Pride Shockwave 2005) |
| 2 | Dan Henderson (sconfisse Wanderlei Silva)    | 24 febbraio 2007 (Pride 33) | Las Vegas (Nevada), USA | |
| Questo titolo fu unificato con l'UFC Light Heavyweight Championship l'8 settembre 2007 quando Quinton Jackson sconfisse Dan Henderson ad UFC 75. |                                              |                             |                         | |

### World Welterweight Championship
Sotto gli 83 kg (183 libbre)
| N.: | Nome:                                       | Data:                                   | Luogo:            | Difese: |
| --- | ------------------------------------------- | --------------------------------------- | ----------------- | ------- |
| 1 | Dan Henderson (sconfisse Murilo Bustamante) | 31 dicembre 2005 (Pride Shockwave 2005) | Saitama, Giappone |         |
| Questo titolo fu unificato con l'UFC Middleweight Championship il 1º marzo 2008 quando Anderson Silva sconfisse Dan Henderson a UFC 82. |                                             |                                         |                   |         |

### World Lightweight Championship
Sotto i 73 kg (161 lbs)
| N.: | Nome:                                    | Data:                                    | Luogo:            | Difese:                                                                               |
| --- | ---------------------------------------- | ---------------------------------------- | ----------------- | ------------------------------------------------------------------------------------- |
| 1   | Takanori Gomi (sconfisse Hayato Sakurai) | December 31, 2005 (Pride Shockwave 2005) | Saitama, Giappone | - sconfisse Marcus Aurelio il 5 novembre 2006 a Yokohama, Giappone (Pride Bushido 13) |

## Tornei
Un asterisco (*) indica che il torneo valeva anche per il titolo
| Anno/classe di peso | Vincitore                 | Finalista                 | Evento                        |
| ------------------- | ------------------------- | ------------------------- | ----------------------------- |
| 2000 Openweight     | Mark Coleman              | Ihor Vovčančyn            | Pride Grand Prix 2000 Finals  |
| 2003 Pesi Medi      | Wanderlei Silva           | Quinton "Rampage" Jackson | Pride Final Conflict 2003     |
| 2004 Pesi massimi   | Fedor Emelianenko         | Antônio Rodrigo Nogueira  | Pride Shockwave 2004*         |
| 2005 Pesi Medi      | Mauricio "Shogun" Rua     | Ricardo Arona             | Pride Final Conflict 2005     |
| 2005 Pesi Welter    | Dan Henderson             | Murilo Bustamante         | Pride Shockwave 2005*         |
| 2005 Lightweight    | Takanori Gomi             | Hayato Sakurai            | Pride Shockwave 2005*         |
| 2006 Openweight     | Mirko "Cro Cop" Filipović | Josh Barnett              | Pride Final Conflict Absolute |
| 2006 Pesi Welter    | Kazuo Misaki              | Denis Kang                | Pride Bushido 13              |